# John Swigert
John Leonard „Jack“ Swigert (30. srpna 1931 Denver, Colorado – 27. prosince 1982 Washington) byl americký vojenský letec a astronaut, který proslul zejména účastí na misi Apollo 13 v roce 1970.

## Život

### Před letem
Po skončení střední školy se věnoval studiu strojařiny na University of Colorado at Boulder. Roku 1953 studium zdárně ukončil jako strojní inženýr a šel k vojenskému letectvu. Tři roky sloužil jako stíhač na amerických základnách v Japonsku a Koreji. Pak byl zaměstnán jako tovární pilot u firmy Pratt-Whitney Aircraft. V roce 1964 přešel ke koncernu North American Aviation, aby mohl studovat letecké inženýrství na Rensseelaerově technickém institutu (Rensselaer Polytechnic Institute). Psát o něm začal tisk po získání ceny Octava Chanuta v roce 1966, tedy ještě dlouho před svým letem do vesmíru. To proto, že vymyslel a důkladně vyzkoušel zařízení k usnadnění přistávání kosmických lodí. V roce 1966 byl zaměstnán v NASA, kde se účastnil Programu Apollo. Měl za sebou 4600 letových hodin. Ještě během kosmonautického výcviku začal s dalším studiem, na hartfordské univerzitě (University of Hartford), obor průmyslové řízení. Doktorát obhájil roku 1967. V roce 1970 byl narychlo jmenován místo onemocnělého kosmonauta Mattinglyho do letu Apolla. V té době byl svobodný.

### Let do vesmíru
Startovali 11. dubna 1970 z kosmodromu na mysu Canaveral spolu s kosmonauty Lovellem a Haisem. V misi Apolla 13, dodatečně kategorizované v COSPAR pod označením 1970-029A, měl funkci pilota velitelské sekce (CMP - command modul pilot). První noc po startu příliš nespal, zapomněl si dole poznámky k letu a přes řídící středisko řešil odklad podání daňového přiznání. Kritické okamžiky posádce nastaly 14. dubna, třetí den letu. Explodovala nádrž se stlačeným kyslíkem, po níž museli přejít do měsíčního modulu a vrátit se k zemi. Přistáli na hladině Tichého oceánu po 142 hodinách letu. Slavný a známý let svou nebezpečností byl později filmově zpracován.

### Následovalo po letu
Zůstal ještě tři roky v týmu kosmonautů, poté byl ale propuštěn v důsledku aféry s poštovními známkami Apolla 15. Swigert nebyl do této záležitosti zapojen přímo, ale když se ho vyptávali na praktiky vytváření takovýchto suvenýrů, všechno popíral. Přiznal se později Donaldu Slaytonovi. Měl být zařazen do letu Apollo - Sojuz, ale kvůli tomuto skandálu ho vedení NASA z mise stáhlo a nahradilo ho Slaytonem, který do té doby nemohl kvůli riziku aneurysmatu letět do vesmíru. 
V dubnu 1973 se Swigert stal výkonným ředitelem Výboru pro vědu a technologii ve Sněmovně reprezentantů USA.. Od srpna 1977 se věnoval politické kariéře v rámci Republikánské strany, za niž byl v roce 1982 zvolen do Kongresu za stát Colorado. 
Zemřel 27. prosince 1982 ve věku 51 na rakovinu dříve, než se mohl ujmout funkce.